# Storavan (Byske socken, Västerbotten)
Storavan är en sjö i Skellefteå kommun i Västerbotten och ingår i Byskeälven-Kågeälvens kustområde. Sjön har en area på 0,0867 kvadratkilometer och ligger 2 meter över havet.

## Delavrinningsområde
Storavan ingår i det delavrinningsområde (720281-175307) som SMHI kallar för Rinner mot S m Bottenvikens kustvatten. Medelhöjden är 15 meter över havet och ytan är 6,81 kvadratkilometer. Det finns inga avrinningsområden uppströms utan avrinningsområdet är högsta punkten. Avrinningsområdets utflöde mynnar i havet, utan att ha någon enskild mynningsplats. Avrinningsområdet består mestadels av skog (82 procent). Avrinningsområdet har 0,09 kvadratkilometer vattenytor vilket ger det en sjöprocent på 1,3 procent.